# 7 maggio
Il 7 maggio è il 127º giorno del calendario gregoriano (il 128º negli anni bisestili). Mancano 238 giorni alla fine dell'anno.

## Eventi
- 351 - Il cesare Costanzo Gallo raggiunge la sua nuova capitale, Antiochia: nel cielo della città compare una croce
- 558 - A Costantinopoli crolla la cupola dell'Hagia Sophia e Giustiniano I ne ordina l'immediata ricostruzione
- 983 - L'imperatore Ottone II concede a Lazise il privilegio di imporre diritti commerciali per transito e pesca, e di fortificare il borgo con mura turrite, rendendolo il primo comune d'Italia
- 1274 - In Francia si apre il Secondo Concilio di Lione per regolamentare l'elezione del papa
- 1348 - Apre l'Università Carolina di Praga, la più antica dell'Europa centrale
- 1369 - Košice è la prima città in Europa a ottenere uno stemma civico
- 1423 - Inizia la guerra dell'Aquila
- 1624 - Una grave epidemia di peste colpisce Palermo a seguito dell'arrivo di un galeone tunisino nel porto della città
- 1664 - Re Luigi XIV inaugura la Reggia di Versailles
- 1799 - Repressione dell'Insurrezione antifrancese di Viareggio
- 1824 - Per la prima volta viene eseguita la Nona sinfonia di Ludwig van Beethoven, alla Porta di Carinzia a Vienna
- 1832 - La Convenzione di Londra stabilisce le condizioni per l'indipendenza della Grecia, al termine della decennale guerra d'indipendenza greca; Otto di Wittelsbach viene scelto come re
- 1847 - A Filadelfia viene fondata l'American Medical Association (AMA)
- 1861 - 
  - La Virginia secede dagli Stati Uniti d'America ed entra a far parte degli Stati Confederati d'America
- 1864 - Guerra di secessione americana: l'Armata del Potomac, guidata dal generale Ulysses S. Grant, si sgancia dalla battaglia del Wilderness e si muove verso sud
- 1898 - Durante i moti di Milano, il generale Fiorenzo Bava Beccaris ordina all'esercito di sparare sulla folla che manifesta contro l'aumento del prezzo del pane: i morti sono 80 secondo il governo, oltre 300 secondo l'opposizione
- 1915 - Prima guerra mondiale: l'RMS Lusitania viene affondato da un U-Boot tedesco, causando la morte di 1198 persone
- 1915 - Il ministro degli esteri Sidney Sonnino informa il Consiglio dei ministri dell'impegno preso con il Patto di Londra firmato quindici giorni avanti.
- 1932 - Il fascista russo Pavel Gorgulov assassina il presidente francese Paul Doumer
- 1934 - Nelle Filippine viene pescata la Perla di Lao Tzu, del peso di 6,37 kg e grande circa 14×24 cm
- 1937 - Guerra civile spagnola: la Legione Condor nazista, equipaggiata con dei biplani Heinkel He 51, arriva in Spagna per aiutare le forze di Francisco Franco

- 1942 -

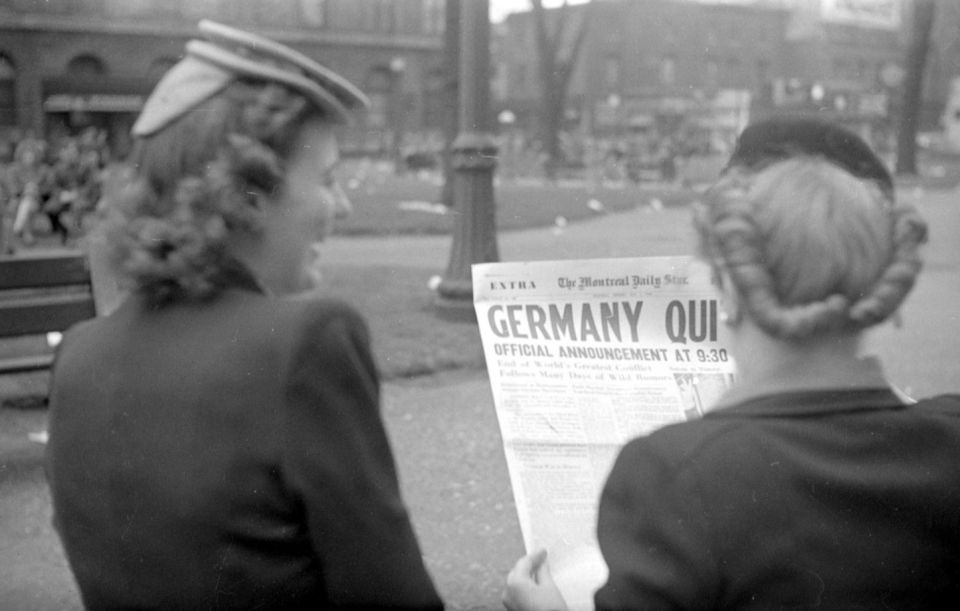
Montreal Daily Star: "Germany Quit", 7 maggio 1945

  - Seconda guerra mondiale, Italia: tutti i cittadini ebrei fra i 18 e i 55 anni sono precettati per il servizio civile, in quanto le leggi razziali impedivano loro il servizio militare
  - Seconda guerra mondiale, Mar dei Coralli (Nuova Guinea): battaglia di Port Moresby
- 1945 - Seconda guerra mondiale: il generale Alfred Jodl firma la resa incondizionata a Reims, in Francia, ponendo fine alla partecipazione tedesca alla guerra; il documento entrerà in vigore il giorno seguente
- 1946 - Viene fondata l'azienda Tokyo Telecommunications Engineering (in seguito ribattezzata Sony) con 20 dipendenti iniziali
- 1952 - Geoffrey W.A. Dummer pubblica il concetto di circuito integrato, la base di tutti i computer moderni
- 1954 - Guerra d'Indocina: la battaglia di Dien Bien Phu, iniziata il precedente il 13 marzo, finisce con la sconfitta francese
- 1960 - Guerra fredda, Crisi degli U-2: il premier sovietico Nikita Khruščёv annuncia che la sua nazione tiene prigioniero Gary Powers, il pilota statunitense abbattuto sui cieli sovietici con il suo U-2
- 1984 - Si verifica la prima delle due scosse principali del terremoto dell'Italia centro-meridionale (la seconda avverrà quattro giorni dopo), con danni e vittime in Abruzzo, Lazio e Molise
- 1992
  - Lo Stato del Michigan ratifica un emendamento proposto 203 anni prima della Costituzione degli Stati Uniti, rendendolo il XXVII emendamento
  - Lo Space Shuttle Endeavour parte per la sua prima missione
- 1998
  - Apple presenta il primo computer iMac
  - La Mercedes-Benz acquista la Chrysler per 40 miliardi di dollari e forma la DaimlerChrysler, realizzando la più grande fusione industriale della storia
- 1999
  - In Scozia viene istituita dalla regina Elisabetta II la carica di primo ministro della Scozia
  - Guerra del Kosovo: in Jugoslavia, durante l'Operazione Allied Force, tre diplomatici cinesi vengono uccisi e altri 20 feriti, quando un aereo della NATO bombarda per errore l'ambasciata cinese a Belgrado
  - In Guinea-Bissau, il presidente João Bernardo Vieira viene estromesso da un colpo di Stato militare
- 2002 - Un MD-82 della China Northern Airlines precipita nel Mar Giallo
- 2020 - Una fuga di gas da un impianto chimico, probabilmente dovuto a una cattiva gestione e alla scarsa manutenzione, provoca tredici morti a Visakhapatnam, nell'Andhra Pradesh

## Nati
Ci sono circa 1 120 voci su persone nate il 7 maggio; vedi la pagina Nati il 7 maggio per un elenco descrittivo o la categoria Nati il 7 maggio per un indice alfabetico.

## Morti
Ci sono circa 480 voci su persone morte il 7 maggio; vedi la pagina Morti il 7 maggio per un elenco descrittivo o la categoria Morti il 7 maggio per un indice alfabetico.

## Feste e ricorrenze

### Civili
Nazionali:
- Malaysia (Pahang) - Hari Hol, celebrazione in onore dei sultani e dei re malesi del passato
- Russia - Festa della radio (celebrata in onore del fisico russo Aleksandr Stepanovič Popov che Il 7 maggio 1895 diede dimostrazione pubblica del suo coesore)

### Religiose
Cristianesimo:
- Sant'Acacio di Bisanzio
- Sant'Agostino di Nicomedia, martire
- Sant'Agostino Roscelli, sacerdote e fondatore delle Suore dell'Immacolata
- Sant'Antonio di Pečers'k, eremita
- Sant'Augusto di Nicomedia, martire
- San Cerenico di Spoleto, diacono e pellegrino
- Santa Flavia Domitilla, martire
- San Flavio di Nicomedia, martire
- San Giovanni di Beverley, vescovo di Hexham e York
- San Maurelio di Voghenza, vescovo
- Santa Rosa Venerini, fondatrice delle Maestre pie Venerini
- Beato Alberto di Villa d'Ogna, terziario domenicano
- Beato Antonio de Agramunt, mercedario
- Beata Gisella di Baviera, regina e badessa

Religione romana antica e moderna:
- None

Kiengirismo:
- Festa di Nammu, dea della creazione